# Aviano
Aviano (friuli nyelven Davian) település Olaszországban, Friuli-Venezia Giulia régióban, Pordenone megyében. Lakosainak száma 8948 fő (2023. január 1.). Aviano Budoia, Montereale Valcellina, San Quirino, Barcis, Roveredo in Piano, Tambre és Fontanafredda községekkel határos.

## Népesség
A település népességének változása:
| Lakosok száma | 9066 | 9080 | 8948 |
|               | 2017 | 2018 | 2023 |